# Plitvica (Apače)
Plitvica je jednou z 21 vesnic, které tvoří občinu Apače ve Slovinsku. Ve vesnici v roce 2002 žilo 116 obyvatel.

## Poloha, popis
Rozkládá se v Pomurském regionu na severovýchodě Slovinska. Vesnice je vzdálena zhruba 3,5 km jihovýchodně od Apače, střediskové obce občiny.
Její rozloha je 2,77 km²[zdroj?] a leží v nadmořské výšce zhruba od 215 do 260 m. Územím vesnice protéká potok Plitvica.
Sousedí s vesnicemi: Segovci na severu, Lutverci na severovýchodě, Plitvički Vrh na jihu a Lešane na západě.